# من واقعاً دوستت دارم
«من واقعاً دوستت دارم» (به انگلیسی: I Really Like You) ترانه‌ایز از خوانندهٔ کانادایی کارلی ری جپسن می‌باشد که در سومین آلبوم استودیویی وی تحت عنوان هیجان (۲۰۱۵) قرار دارد. این ترانه در ۲ مارس سال ۲۰۱۵ به‌عنوان تک‌آهنگ اصلی آلبوم منتشر گردید.